# 广东路 (南京)
广东路，是南京市鼓楼区的道路。1927年拓建，1930年以广东省为名。
1937年12月，此路83号、85号设难民营，收容难民540人，12月13日-18日被日军搜掠，妇女被奸污。
21世纪初，广东路曾设夜市，因环境问题，于2013年10月21日正式关闭。
南京邮电大学西门位于此路38号。